# Юлии
Юлиите (на латински: Iulii, gens Iulia) са патрициански род в Древен Рим, който, съгласно легендите, може да проследи началото си от богинята Венера.

## История на рода
Родът на Юлиите води началото си от Асканий, сина на легендарния троянски герой Еней, който на свой ред, според митовете, е син на дарданския цар Анхис и богинята Венера. Асканий приема името Юл и основава през 1152 пр.н.е. град Алба Лонга, на югоизток от Капитолийския хълм. От X век пр.н.е. градът е столица на Латинския съюз. През VII век пр.н.е. е разрушен от римския цар Тул Хостилий. След разрушаването на Алба Лонга семейството на Юлиите отива в Рим.
Последният пряк представител на Юлиите по мъжка линия е диктаторът Гай Юлий Цезар, осиновил Октавиан, който чрез своята трета жена, Ливия Друзила, се сродява с друг патрициански род – този на Клавдиите. Започвайки с Октавиан и неговия доведен и после осиновен син Тиберий, родът започва династията на Юлиите и Клавдиите. Родът на Юлиите по мъжка линия може да се проследи до началото на IV век.